# ميتشل (كورنوال)
ميتشل (بالإنجليزية: Mitchell, Cornwall)‏ هي قرية تقع في المملكة المتحدة في كورنوال.